# Jacques Mestadier
Jacques Mestadier est un homme politique français né le 4 avril 1771 à La Souterraine (Creuse) et mort le 3 avril 1856 à Paris.

## Biographie
Lieutenant du génie, il s'installe ensuite comme avocat à Limoges, plaidant dans les affaires politiques. Avocat général à la cour d'appel de Limoges en 1818, président de chambre en 1821, il est conseiller à la cour d'appel de Paris en août 1821, puis conseiller à la cour de cassation de 1826 à 1852 et membre du tribunal des conflits de 1848 à 1852. Il est député de la Creuse de 1817 à 1831, siégeant au centre droit, soutenant les gouvernements de la Restauration. Il est conseiller général de la Creuse de 1822 à 1847.
Il s'est fait remarquer avec le député de la Dordogne Christophe Armand Paul Alexandre de Beaumont, le 30 avril 1825, par un amendement d'après lequel « les ministres doivent présenter, à la session prochaine, les comptes de leurs opérations relatives à la guerre d'Espagne ».

## Décorations
- Chevalier de la Légion d'honneur.

## Source
- « Jacques Mestadier », dans Adolphe Robert et Gaston Cougny, Dictionnaire des parlementaires français, Edgar Bourloton, 1889-1891 [détail de l’édition]